# Улица Кихну
У́лица Ки́хну (эст. Kihnu tänav) — внутриквартальная улица в Таллине, столице Эстонии.

## География
Проходит в микрорайоне Куристику городского района Ласнамяэ. Начинается от Нарвского шоссе, заканчивается на перекрёстке с улицей Ляэнемере.
Протяжённость — 326 метров.

## История

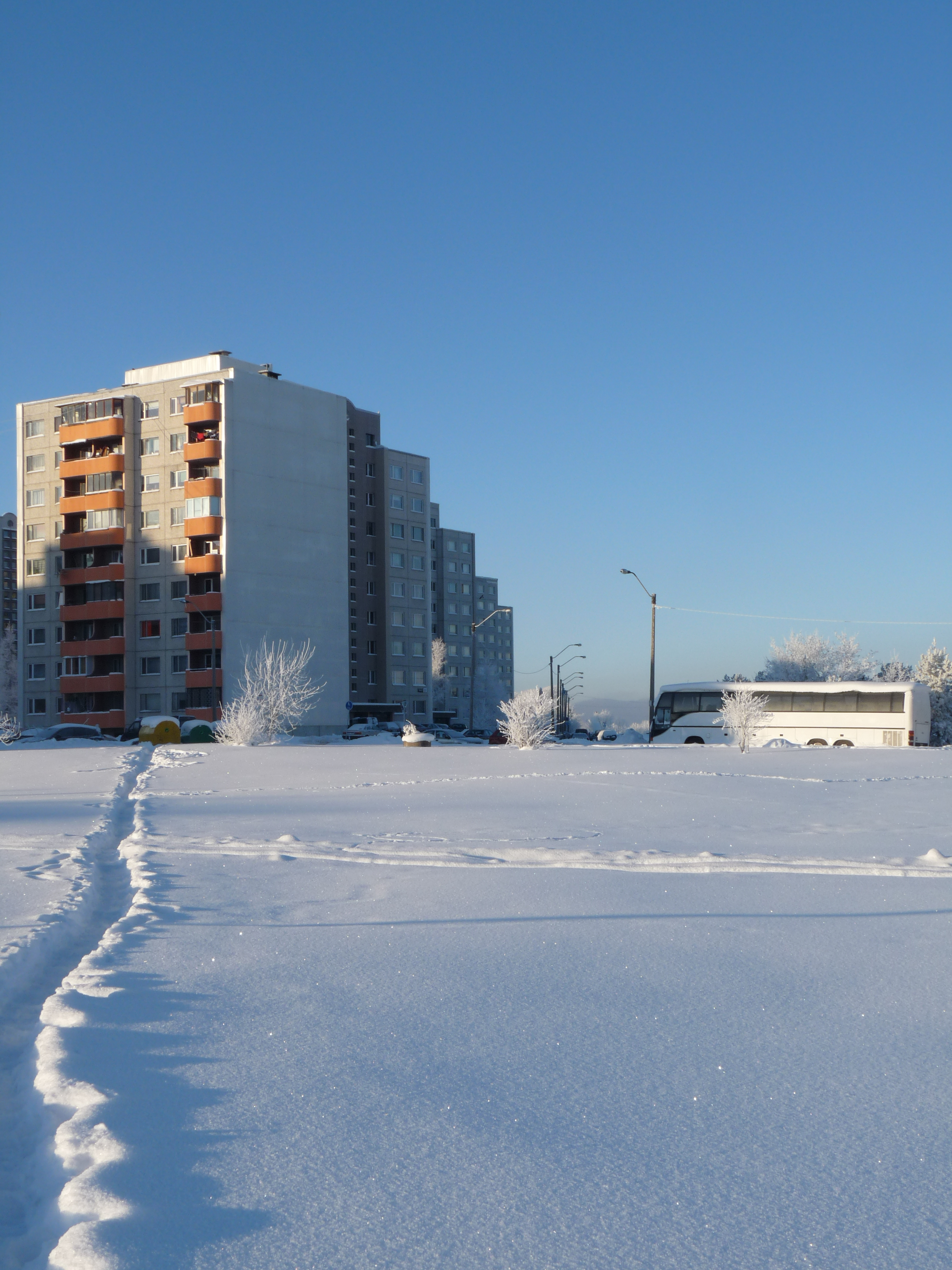
Вид на дом ул. Кихну 20 со стороны пустыря на ул. Ляэнемере

Улица получила своё название 25 апреля 1986 года в честь эстонского острова Кихну.

## Застройка
На улице расположены 4 пятиэтажных и 5 девятиэтажных жилых дома. Шесть домов построены в 1990 году, три дома — в 1991–1994 годах.
Учреждения:
- Kihnu tn 1 — детский сад Кихну. Здание построено в 1995 году[4].